# Corambis jacknicholsoni
Corambis jacknicholsoni — вид павуків родини павуків-скакунів (Salticidae). Описаний польськими арахнологами у 2019 році разом з Corambis pantherae та Corambis logunovi.

## Назва
Вид названо на честь американського кіноактора Джека Ніколсона.

## Поширення
Ендемік Нової Каледонії.

## Опис
Павук завдовжки близько 1 см. Тіло помаранченво-коричневого кольору. Відрізняється від близьких видів будовою геніталій. У самців головогруди бежеві з коричневими боками. Вентер з двома темними лініями; кліпеус коричневий; хеліцери, максилли і лабіум помаранчеві; стернум контрастно світлий; перша пара ніг коричнева, інші ноги і педіпальпи жовті. У самиць головогруди жовтувато-сірі, боки темніші; навколо очей коричневі відмітини, ззаду чорні; черевце бежеве; кліпеус оранжево-сірий, хеліцери світлокоричневі; педіпальпи світло-сірі; максілли і лабіум сірі; стернум контрастно світлий; вентер бежевий; перша пара ніг помаранчева; інші ноги жовтуваті.